# Анђелија Милић
Анђелија Милић (Београд, 3. април 1921 — Београд, 10. јул 2001) је била певачица српске народне музике.

## Биографија
Рођена у Београду, у коме је и провела читав свој живот. Свој певачки век започела је у првим данима након ослобођења Београда, на таласима Радио Београда, где је, на молбу проф. Миодрага Васиљевића, била ангажована заједно са својим супругом који је свирао хармонику. У почетку су певали партизанске песме. Након повратка Царевца из логора Дахау, Анђелија Милић започиње сарадњу са овим непревазиђеним виртуозом на виолини и педагогом. Од њега је научила и њену антологијску песму „Анђелија воду лила“. Сарадња са Царевцем је трајала све до његове смрти. Као плод ове сарадње остале су песме: „Седи Мара на камен студенцу“, „Лети, лети, пјесмо моја мила“ и многе друге. Поред Велинке Гргуревић, Савете Судар и Вуке Шехеровић, и Анђелија Милић имала је у свом репертоару севдалинке: „Од како је Бањалука постала“, „Мујо кује коња по мјесецу“, „Цура бере плав јоргован“ и др. Својим топлим и лирским сопраном дочарала је недостижне просторе лепоте изворне песме. Трагично је изгубила живот јула месеца 2001. године у Београду.